# Acroloxus tetensi
Acroloxus tetensi is een slakkensoort uit de familie van de Acroloxidae. De wetenschappelijke naam van de soort is voor het eerst geldig gepubliceerd in 1832 door Kuscer.